# 天神山站
天神山站（日语：／ Tenjinyama eki */?）是位於大分縣由布市庄內町西長寶，九州旅客鐵道（JR九州）的久大本線車站。

## 車站構造
車站與大分県道719号並排，採用簡易車站模式運作，沒有站房，月台位於山邊，由路面先橫過路軌的平交道才到達月台。而出入口附近的縣道上設有一座洗手間。

### 月台
只設有側式月台一個，但總長度有近140米，其中較常使用的則只有中央約兩節車廂度的位置。該處有水泥將原來的地台加高，兩端有微斜道回落至舊有平台上，而當預上4節編成的列車時，則會全使用靠向小野屋方向的一端。至於靠向庄內站的一端，則建有一間組合屋式的候車室，室內提供一張長木櫈及數張用木製成的特式凳作候車之用，亦放置了一部簡易式售票機、以及作到訪留言的記事簿。而在候車室側有一小型瀑布，於月台上亦可看見。
列車不可以在此交換。往大分方向為左側上落，往由布院方向為右側上落。
| 路線      | 上下行 | 方向                           |
| --------- | ------ | ------------------------------ |
| ■久大本線 | 上行   | 庄內、由布院、豐後森、日田方向 |
| ■久大本線 | 下行   | 大分方向                       |

舊式站名牌
其中一款月台站名牌，另一款為以全木製的站名牌。
候車室側的瀑布

## 歷史
- 1923年9月29日：大湯線小野屋站至此站之間開通，此站啟用[5][2]。
- 1984年1月20日：改為無人車站（車站大樓後來被拆毀）[3]。
- 1987年4月1日：隨國鐵分割民營化，車站由九州旅客鐵道（JR九州）營運[6][7][8]。
- 2001年2月9日：為了方便車站使用者，於站前設有公廁[4]。

## 使用狀況
以下是本站日均乘客人數，2015年度以前的數據是來自各年度版的「大分縣統計年鑑 （页面存档备份，存于）」，當中把一年總乘車人次除以該年度總日數。
JR九州於2016年度起不再公佈日均使用量少於100人的車站，本站除了在2016年度因為日均使用量多於100人，而被列入排行榜後方以「超過100人」的附錄形式收錄外，2017年度起已因日均使用量少於100人而不被收錄。
| 年度 | 一年總 乘車人次 | 非定期票 乘車人次 | 定期 乘車人次 | 一日平均 乘車人次 | 一年總 下車人次 | 參考資料                      |
| ---- | --------------- | ----------------- | ------------- | ----------------- | --------------- | ----------------------------- |
| 1965 | 195,149         | 37,453            | 157,696       | 534               | 190,216         | [ 統計 1 ]                    |
|      |                 |                   |               |                   |                 |                               |
| 1990 | 69,679          | 9,441             | 60,238        | -                 | 76,369          | [ 統計 2 ]                    |
| 1991 | 74,554          | 17,051            | 57,503        | -                 | 75,668          | [ 統計 3 ]                    |
| 1992 | 38,205          | 8,708             | 29,497        | -                 | 45,132          | [ 統計 4 ]                    |
| 1993 | 58,538          | 7,526             | 51,012        | -                 | 62,599          | [ 統計 5 ]                    |
| 1994 | 61,279          | 7,854             | 53,425        | -                 | 63,520          | [ 統計 6 ]                    |
| 1995 | 57,164          | 6,407             | 50,757        | -                 | 61,531          | [ 統計 7 ]                    |
| 1996 | 58,491          | 9,330             | 49,161        | -                 | 61,924          | [ 統計 8 ]                    |
| 1997 | 61,924          | 14,824            | 47,100        | -                 | 60,241          | [ 統計 9 ]                    |
| 1998 | 64,751          | 13,606            | 51,145        | -                 | 65,987          | [ 統計 10 ]                   |
| 1999 | 57,454          | 11,149            | 46,305        | -                 | 60,161          | [ 統計 11 ]                   |
| 2000 | 51,849          | 9,042             | 42,807        | 142               | 55,911          | [ 統計 12 ]                   |
| 2001 | 47,774          | 10,709            | 37,065        | 131               | 47,441          | [ 統計 13 ]                   |
| 2002 | 51,013          | 13,139            | 37,874        | 140               | 49,027          | [ 統計 14 ]                   |
| 2003 | 52,956          | 13,021            | 39,935        | 145               | 53,764          | [ 統計 15 ]                   |
| 2004 | 54,560          | 12,106            | 42,454        | 150               | 54,728          | [ 統計 16 ]                   |
| 2005 | 47,605          | 12,506            | 35,099        | 130               | 47,447          | [ 統計 17 ]                   |
| 2006 | 48,376          | 10,388            | 37,988        | 133               | 49,889          | [ 統計 18 ]                   |
| 2007 | 43,480          | 10,283            | 33,197        | 119               | 43,702          | [ 統計 19 ]                   |
| 2008 | 45,845          | 9,973             | 35,872        | 126               | 45,255          | [ 統計 20 ]                   |
| 2009 | 44,222          | 9,741             | 34,481        | 121               | 44,165          | [ 統計 21 ] [ 注釋 1 ]        |
| 2010 | 43,876          | 9,990             | 33,886        | 120               | 43,482          | [ 統計 22 ] [ 注釋 1 ]        |
| 2011 | 40,661          | 9,024             | 31,637        | 111               | 40,974          | [ 統計 23 ] [ 注釋 1 ]        |
| 2012 | 34,371          | 8,319             | 26,052        | 94                | 34,529          | [ 統計 24 ] [ 注釋 1 ]        |
| 2013 | 39,010          | 7,822             | 31,188        | 107               | 38,957          | [ 統計 25 ] [ 注釋 1 ]        |
| 2014 | 38,426          | 8,177             | 30,249        | 105               | 36,856          | [ 統計 26 ] [ 10 ] [ 注釋 1 ] |
| 2015 | 40,304          | 9,196             | 31,108        | 110               | 38,950          | [ 統計 27 ] [ 11 ] [ 注釋 1 ] |

| 年度     | 一日平均 乘車人次 | 參考資料                |
| -------- | ----------------- | ----------------------- |
| 2016     | >100              | [ 統計 28 ]             |
| 2017以後 | <100              | [ 統計 29 ] [ 統計 30 ] |

## 車站周邊
被選為名水百選的男池及日本自然百選的黑岳都在本站附近，亦有冷礦泉的阿蘇野礦溫泉及由布市政廳本廳（舊・庄內町公所）。

## 相鄰車站
九州旅客鐵道（JR九州）
■久大本線
■ 特急「由布」
通過
■ 普通
庄內－天神山－小野屋

### 附注
1. 1 2 3 4 5 6 7  在大分縣統計協會廢止後於網上公開資料[9]

### 使用狀況
1. ↑  大分縣總務部統計課 《昭和41年版 大分縣統計年鑑》 大分縣統計協會，1966年3月。
2. ↑  大分縣總務部統計課 《平成3年版 大分縣統計年鑑》 大分縣統計協會，1991年12月31日。
3. ↑  大分縣總務部統計課 《平成4年版 大分縣統計年鑑》 大分縣統計協會，1992年12月31日。
4. ↑  大分縣總務部統計課 《平成5年版 大分縣統計年鑑》 大分縣統計協會，1994年3月31日。
5. ↑  大分縣總務部統計課 《平成6年版 大分縣統計年鑑》 大分縣統計協會，1995年3月31日。
6. ↑  大分縣總務部統計課 《平成7年版 大分縣統計年鑑》 大分縣統計協會，1996年3月31日。
7. ↑  大分縣總務部統計課 《平成8年版 大分縣統計年鑑》 大分縣統計協會，1997年3月31日。
8. ↑  大分縣總務部統計課 《平成9年版 大分縣統計年鑑》 大分縣統計協會，1998年3月31日。
9. ↑  大分縣總務部統計課 《平成10年版 大分縣統計年鑑》 大分縣統計協會，1999年3月31日。
10. ↑  大分縣總務部統計課 《平成11年版 大分縣統計年鑑》 大分縣統計協會，2000年3月31日。
11. ↑  大分縣總務部統計課 《平成12年版 大分縣統計年鑑》 大分縣統計協會，2001年3月31日。
12. ↑  大分縣總務部統計課 《平成13年版 大分縣統計年鑑》 大分縣統計協會，2002年3月31日。 - 11運輸および通信 - 132 鉄道各駅別運輸状況（JR九州・JR貨物） (ウェブ版XLS （页面存档备份，存于）)
13. ↑  大分縣總務部統計課 《平成14年版 大分縣統計年鑑》 大分縣統計協會，2003年3月31日。 - 11運輸および通信 - 132 鉄道各駅別運輸状況（JR九州・JR貨物） (ウェブ版XLS （页面存档备份，存于）)
14. ↑  大分縣總務部統計課 《平成15年版 大分縣統計年鑑》 大分縣統計協會，2004年3月31日。 - 11運輸および通信 - 132 鉄道各駅別運輸状況（JR九州・JR貨物） (ウェブ版XLS （页面存档备份，存于）)
15. ↑  大分縣總務部統計課 《平成16年版 大分縣統計年鑑》 大分縣統計協會，2005年3月31日。 - 11運輸および通信 - 132 鉄道各駅別運輸状況（JR九州・JR貨物） (ウェブ版XLS （页面存档备份，存于）)
16. ↑  大分縣總務部統計課 《平成17年版 大分縣統計年鑑》 大分縣統計協會，2006年3月31日。 - 11運輸および通信 - 132 鉄道各駅別運輸状況（JR九州・JR貨物） (ウェブ版XLS （页面存档备份，存于）)
17. ↑  大分縣總務部統計課 《平成18年版 大分縣統計年鑑》 大分縣統計協會，2007年3月31日。 - 11運輸および通信 - 132 鉄道各駅別運輸状況（JR九州・JR貨物） (ウェブ版XLS （页面存档备份，存于）)
18. ↑  大分縣總務部統計課 《平成19年版 大分縣統計年鑑》 大分縣統計協會，2007年3月31日。 - 11運輸および通信 - 130 鉄道各駅別運輸状況（JR九州・JR貨物） (ウェブ版XLS （页面存档备份，存于）)
19. ↑  大分縣總務部統計課 《平成20年版 大分縣統計年鑑》 大分縣統計協會，2009年3月31日。 - 11運輸および通信 - 129 鉄道各駅別運輸状況（JR九州・JR貨物） (ウェブ版XLS （页面存档备份，存于）)
20. ↑  大分縣總務部統計課 《平成21年版 大分縣統計年鑑》 大分縣統計協會，2010年3月31日。 - 11運輸および通信 - 129 鉄道各駅別運輸状況（JR九州・JR貨物） (ウェブ版XLS （页面存档备份，存于）)
21. ↑  . 大分縣總務部統計課.   [2015-06-26]. （原始内容存档于2015-06-26）.
22. ↑  . 大分縣總務部統計課.   [2015-06-26]. （原始内容存档于2015-06-26）.
23. ↑  . 大分縣總務部統計課.   [2015-06-26]. （原始内容存档于2015-06-26）.
24. ↑  . 大分縣總務部統計課.   [2015-06-26]. （原始内容存档于2015-06-26）.
25. ↑  . 大分縣總務部統計課.   [2015-06-26]. （原始内容存档于2015年6月27日）.[]
26. ↑  . 大分縣總務部統計課.   [2017-03-04]. （原始内容存档于2016-09-27）.
27. ↑  . 大分縣總務部統計課. 2017-03-30  [2017-05-22]. （原始内容存档于2017-08-03）.
28. ↑   (PDF). 九州旅客鉄道. 2017-07-31  [2017-08-01]. （原始内容 (PDF)存档于2017-08-01）.
29. ↑   (PDF). 九州旅客鉄道.   [2019-07-23]. （原始内容 (PDF)存档于2019-07-06）.
30. ↑  駅別乗車人員上位300駅（2023年度） （页面存档备份，存于），JR九州。

## 外部連結
- JR九州天神山站 （页面存档备份，存于）